# Tour de Rijke 2011
Il Tour de Rijke 2011, ventiduesima edizione della corsa, valido come evento dell'UCI Europe Tour 2011 categoria 1.1, si svolse il 5 giugno 2011 su un percorso di 199,6 km. Fu vinto dall'olandese Theo Bos, che terminò la gara in 4h 39' 57" alla media di 42,865 km/h.
Furono 90 i ciclisti che portarono a termine la competizione.

## Ordine d'arrivo (Top 10)
| Pos. | Corridore         | Squadra         | Tempo    |
| ---- | ----------------- | --------------- | -------- |
| 1    | Theo Bos          | Rabobank        | 4h39'57" |
| 2    | Kenny van Hummel  | Skil-Shimano    | s.t.     |
| 3    | Daniel Schorn     | Team NetApp     | s.t.     |
| 4    | Gorik Gardeyn     | Vacansoleil     | s.t.     |
| 5    | Stefan van Dijk   | Veranda's Will. | s.t.     |
| 6    | Kurt Hovelijnck   | Donc. Koffie    | s.t.     |
| 7    | Eric Baumann      | Team NetApp     | s.t.     |
| 8    | Tom Meeusen       | Telenet-Fidea   | s.t.     |
| 9    | Francesco Chicchi | Quickstep       | s.t.     |
| 10   | Remco te Brake    | Cycl. de Rijke  | s.t.     |